# Прва лига Србије и Црне Горе у фудбалу 2003/04.
Прва лига Србије и Црне Горе у фудбалу у сезони 2003/04. је било прво такмичење организовано под овим именом од стране Фудбалског савеза Србије и Црне Горе. Првенство које је почело 9. августа играло се по двокружном лига систему и имало је 16 клубова.

## Састав Прве лиге Србије и Црне Горе у сезони 2003/04
| Клуб               | Место              | Стадион                  | Капацитет |
| ------------------ | ------------------ | ------------------------ | --------- |
| Партизан           | Београд            | Стадион Партизана        | 32.710    |
| Црвена звезда      | Београд            | Стадион Црвена звезда    | 55.538    |
| Војводина          | Нови Сад           | Стадион Карађорђе        | 17.204    |
| Земун              | Земун, Београд     | Стадион Земун            | 10.000    |
| Хајдук Кула        | Кула               | Стадион Хајдук           | 6.000     |
| Обилић             | Београд            | Стадион Милоша Обилића   | 4.500     |
| Железник           | Београд            | Стадион Железник         | 8.000     |
| ОФК Београд        | Карабурма, Београд | Омладински стадион       | 20.000    |
| Сартид             | Смедерево          | Стадион ФК Смедерево     | 17.200    |
| Сутјеска           | Никшић             | Стадион крај Бистрице    | 10.800    |
| Зета               | Голубовци          | Стадион Трешњица         | 7.000     |
| Раднички Обреновац | Обреновац          | Стадион поред Колубаре   | 5.000     |
| Будућност          | Банатски Двор      | Стадион Мирка Вучуревића | 4.000     |
| Напредак           | Крушевац           | Стадион Младост          | 10.811    |
| Борац              | Чачак              | Стадион Борца            | 6.000     |
| Ком                | Подгорица          | Стадион Златица          | 3.000     |

## Табела
| Плас. | Тим                        | ИГ | Д  | Н  | ИЗ | ГД | ГП | Бод |
| 1     | ФК Црвена звезда           | 30 | 23 | 5  | 2  | 59 | 13 | 74  |
| 2     | ФК Партизан                | 30 | 19 | 6  | 5  | 48 | 20 | 63  |
| 3     | ФК Железник Београд        | 30 | 17 | 7  | 6  | 48 | 20 | 58  |
| 4     | ОФК Београд                | 30 | 14 | 9  | 7  | 36 | 31 | 51  |
| 5     | ФК Сартид                  | 30 | 14 | 7  | 9  | 43 | 36 | 49  |
| 6     | ФК Обилић                  | 30 | 14 | 4  | 12 | 42 | 29 | 46  |
| 7     | ФК Земун                   | 30 | 11 | 8  | 11 | 27 | 29 | 41  |
| 8     | ФК Сутјеска                | 30 | 12 | 4  | 14 | 38 | 36 | 40  |
| 9     | ФК Војводина               | 30 | 10 | 10 | 10 | 33 | 33 | 40  |
| 10    | ФК Хајдук Кула             | 30 | 11 | 5  | 14 | 28 | 29 | 38  |
| 11    | ФК Зета                    | 30 | 10 | 6  | 14 | 38 | 41 | 36  |
| 12    | ФК Борац Чачак             | 30 | 8  | 11 | 11 | 30 | 41 | 35  |
| 13    | ФК Будућност Банатски Двор | 30 | 10 | 4  | 16 | 30 | 49 | 34  |
| 14    | ФК Напредак Крушевац       | 30 | 7  | 4  | 19 | 28 | 46 | 25  |
| 15    | ФК Раднички Обреновац      | 30 | 4  | 12 | 14 | 18 | 47 | 24  |
| 16    | ФК Ком                     | 30 | 4  | 2  | 24 | 21 | 67 | 14  |

ИГ = Играо утакмица; Д = Добио; Н = Нерешио; ИЗ = Изгубио; ГД = Голова дао; ГП = Голова примио; Бод = Бодови
|  | УЕФА Лига шампиона Друго коло квалификација |
|  | УЕФА Куп Друго коло квалификација           |
|  | УЕФА Интертото куп Друго коло               |
|  | Директно прелази у Другу лигу               |

| Првак Прве лиге Србије и Црне Горе у фудбалу 2005/06. |
| ----------------------------------------------------- |
| ФК Црвена звезда 1. титула.                           |

1. ↑  Укупно двадесеттрећа титула ФК Црвене звезде, рачунајући трофеје освојене у Првој лиги ФНРЈ, СФРЈ и СРЈ.

## Листа стрелаца[1]
19 голова
- Никола Жигић (Црвена звезда)

14 голова
- Ненад Миросављевић (Сартид)

13 голова
- Марко Пантелић (Црвена звезда 12, Сартид 1)
- Душан Ђокић (Обилић)
- Никола Никезић (Сутјеска)

12 голова
- Зоран Ђурашковић (Железник)

11 голова
- Милан Белић (Војводина)

## УЕФА ранг листа националних лига у сезони 2003/04 (52 екипе)
(место у сезони 2002/03)
- 18 (10)  Премијер лига Русије
- 19 (23)  Прва лига Србије и Црне Горе
- 20 (17)  Премијер лига Норвешке
- Цела листа Архивирано на веб-сајту  (28. септембар 2017)